# Sienna Pal
Sienna Pal (* 27. Juli 2005) ist eine australische Radrennfahrerin, die im BMX-Rennsport aktiv ist.

## Sportlicher Werdegang
Als Juniorin gewann Pal 2023 die Bronzemedaille bei den Ozeanienmeisterschaften. Die anschließende Reise zu den Weltmeisterschaften in Glasgow finanzierte sie durch eine Spendenkampagne und gewann dort die Silbermedaille. Im November wurde sie australische Junioren-Meisterin. Anfang 2024, bei den Ozeanien-Meisterschaften, übersprang sie die U23-Kategorie und gewann die Meisterschaften in der Elite.

## Erfolge
2023
 Australische Meisterin (Junioren)
 Weltmeisterschaften (Junioren)
 Ozeanienmeisterschaften (Junioren)
2024
 Ozeanienmeisterin